# Distacchi epifisari
I distacchi epifisari sono lesioni ossee di natura traumatica che coinvolgono le cartilagini di accrescimento. Possono essere considerati particolari tipi di frattura che possono colpire soggetti in età di crescita. Questo genere di lesione è noto anche come frattura di Salter–Harris, dai nomi degli autori che hanno proposto la classificazione ancora oggi più considerata. Il potenziale danneggiamento della porzione anatomica responsabile dell'accrescimento osseo è di particolare rilevanza nella prognosi e nel trattamento di questo tipo di lesioni.

## Classificazione

Salter Harris Fracture Types

La classificazione principalmente utilizzata è quella proposta da Robert Salter e Robert Harris nel 1963, la quale distingue 5 classi di lesione sulla base dell'imaging radiografico:
- Tipo 1: lesione trasversale attraverso la cartilagine di accrescimento
- Tipo 2: frattura che coinvolge la fisi ed una porzione metafisaria
- Tipo 3: frattura articolare che coinvolge la fisi e l'epifisi
- Tipo 4: frattura longitudinale che coinvolge epifisi, fisi e metafisi
- Tipo 5: danno da compressione della cartilagine di accrescimento

Questa classificazione però è stata messa in discussione in anni più recenti, in particolare per quanto riguarda il suo valore prognostico.

## Trattamento
La variabilità dei possibili tipi di frattura e della sede anatomica interessata impongono che la scelta per il trattamento sia valutata caso-per-caso. In linea generale, al fine di ottenere una buona ripresa funzionale, è necessaria una riduzione il più anatomica possibile dei frammenti ossei e la loro immobilizzazione fino alla guarigione. Nei distacchi semplici questo risultato viene solitamente raggiunto con una riduzione per manovre esterne ed un'immobilizzazione in apparecchio gessato. Nei casi più complessi è spesso necessario un intervento chirurgico, chiamato di riduzione cruenta, che prevede l'esposizione del focolaio di frattura e l'immobilizzazione dei frammenti con mezzi di sintesi interni (viti, placche o fili).

## Complicanze
Quando la cartilagine di accrescimento viene danneggiata può proseguire il suo sviluppo in maniera non omogenea. Con il proseguire della crescita ossea l'articolazione che ha subito un distacco epifisario può sviluppare deformità o crescere meno rispetto alla controlaterale.  L'insorgenza di questa complicanza dipende da diversi fattori tra i quali il tipo di frattura (è più frequente nei tipi 3,4 e 5), l'articolazione colpita, l'accuratezza della riduzione ottenuta e dell'eventuale sintesi l'età e le caratteristiche del paziente. Il trattamento di questo genere di complicanze è solitamente chirurgico e, in base al tipo di deformità da correggere, comprende l'esecuzione di osteotomie, rimozione di ponti ossei e epifisiodesi. Per questa ragione è opportuno far seguire al trattamento della lesione un follow-up.

## Galleria d'immagini

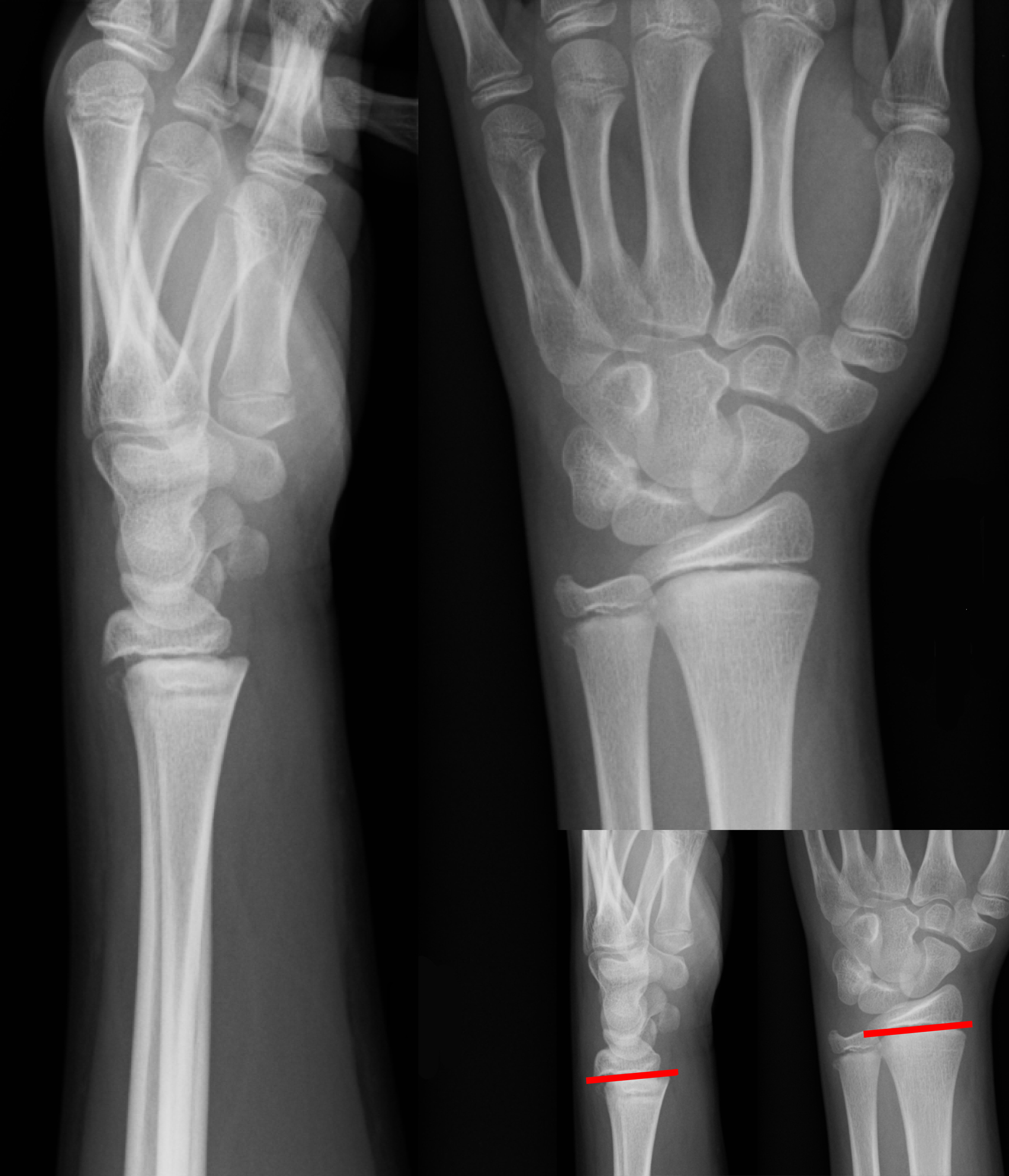
Salter–Harris I frattura dell'epifisi distale del radio
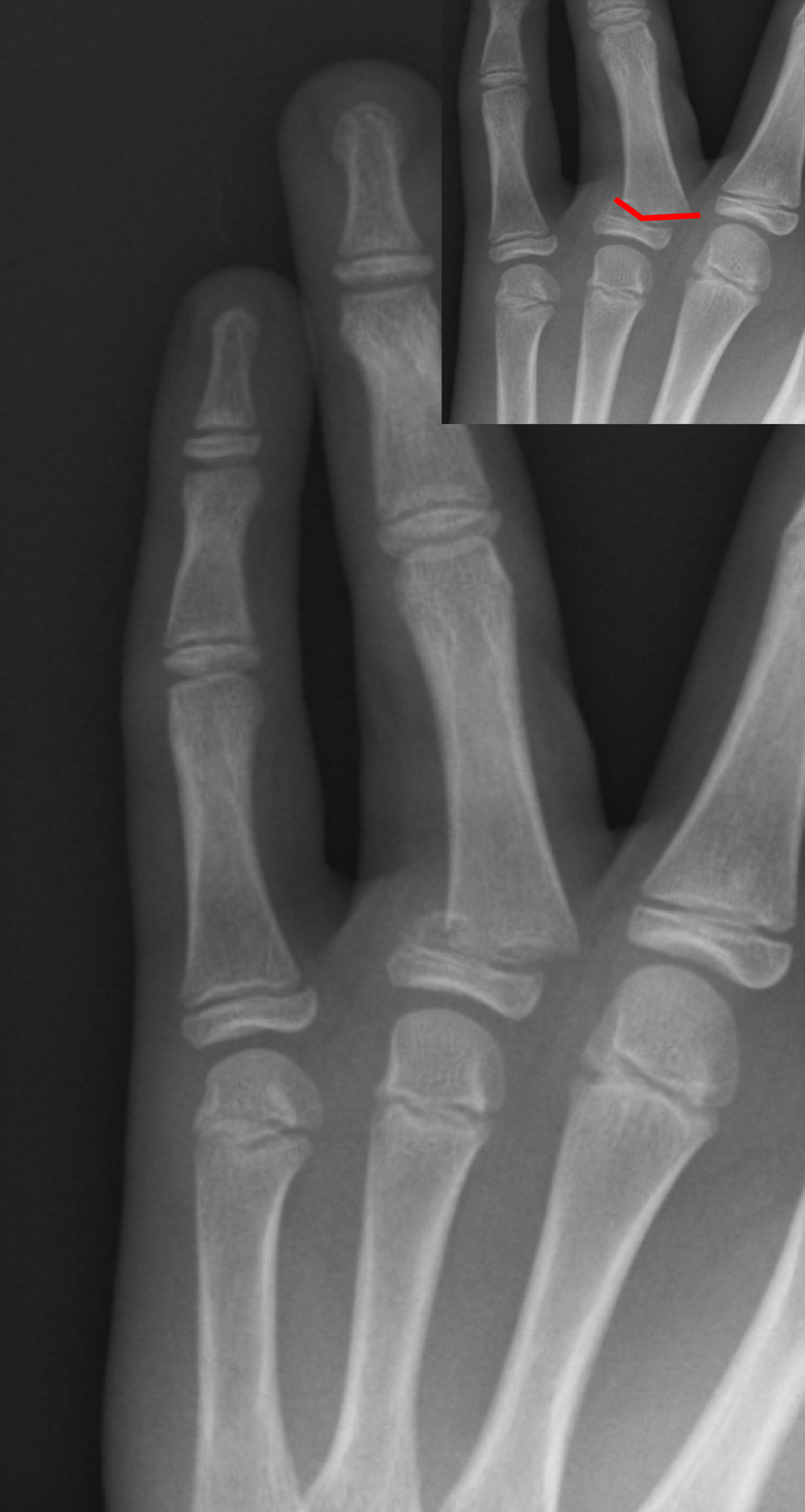
Salter–Harris II frattura della falange prossimale del 4° dito.
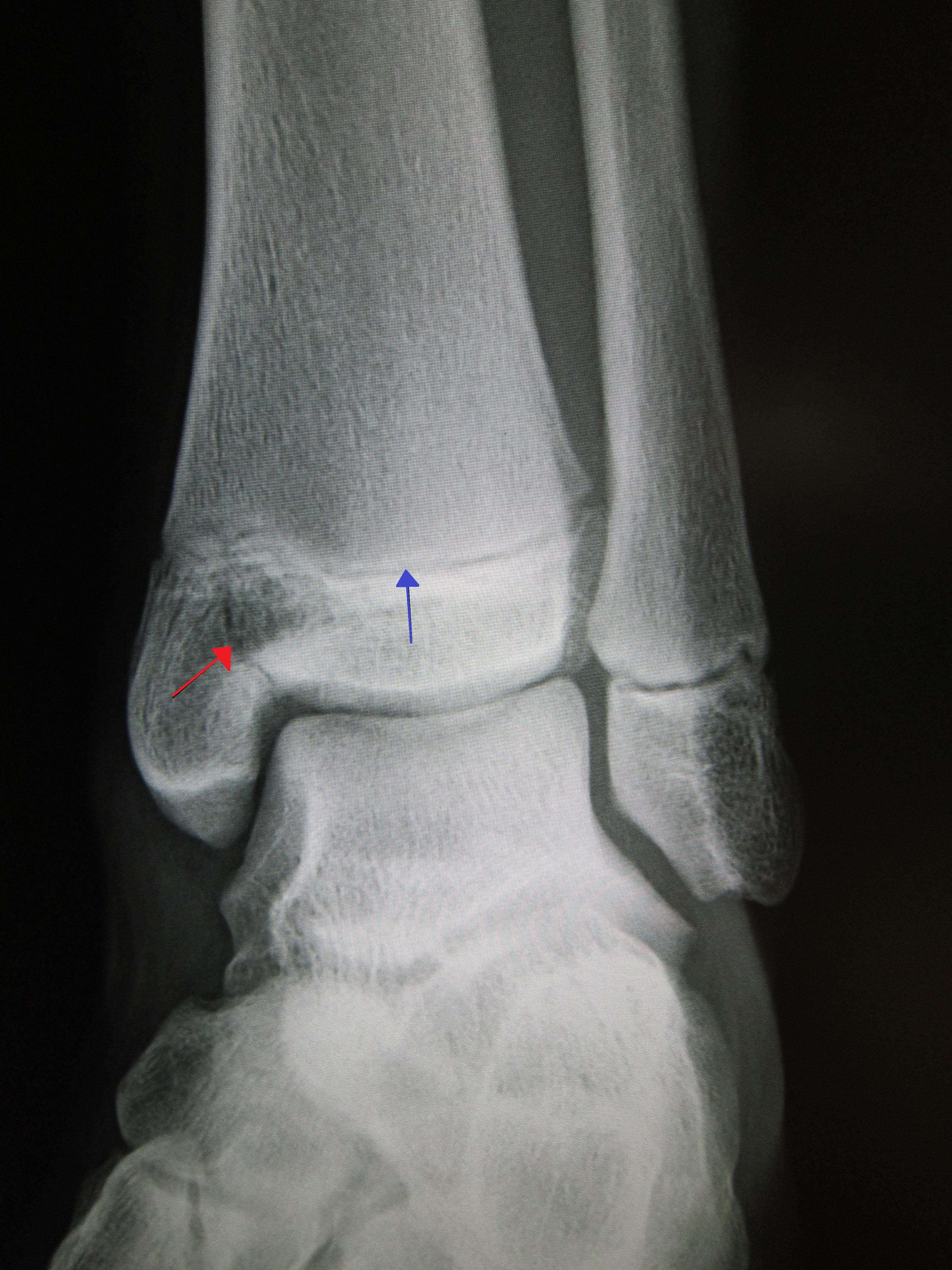
Salter–Harris III frattura del malleolo mediale sinistro.
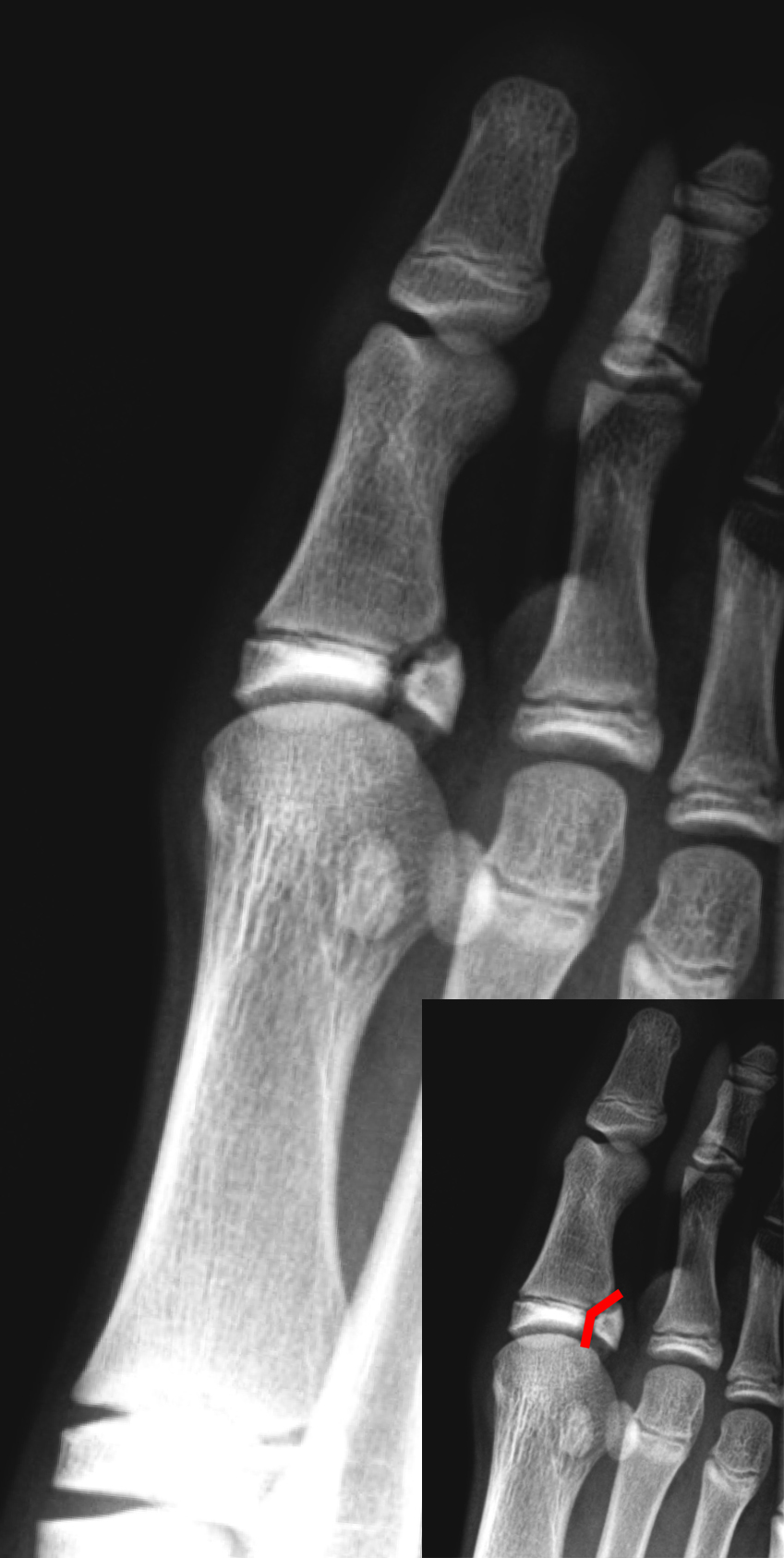
Salter–Harris IV frattura della falange prossimale dell'alluce.